# 海斯島

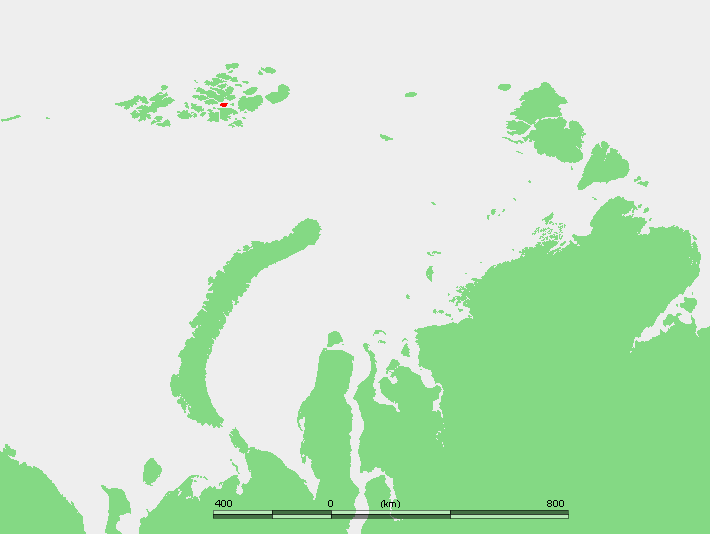

海斯島是俄羅斯的島嶼，屬於法蘭士約瑟夫地群島的一部分，由阿爾漢格爾斯克州負責管轄，位於霍爾島以北，面積132平方公里，最高點海拔高度242米。